# 曹维廉
曹维廉（1916年3月—1984年9月28日），男，福建福州人，中国电机工程专家，曾任第一机械工业部副部长，新华社香港分社副社长。